# Centaurea toletana
Centaurea toletana — вид квіткових рослин родини айстрових (Asteraceae). Ендемік Іспанії.

## Середовище
Населяє скелясті схили.

## Морфологічна характеристика
Це напівкущик 1–5 см заввишки, безстебловий. Листки повстисті, яйцеподібні або ланцетні, цілокраї або гострозубчасті. Квіткова голова поодинока. Обгортка яйцеподібна, придатки шипоподібні. Квіточки блідо-жовті. Період цвітіння: літо.